# Autopista Tokyo-Gaikan
La ””Autopista Tokyo-Gaikan (東京外環自動車道 Tōkyō Gaikan Jidōshadō?)””, nombrada también como “”C3””, es una autopista nacional operada por East Nippon Expressway Company en Tokio. La vía es un anillo exterior alrededor de la metrópoli de Tokio.
La Autopista Tokyo-Gaikan o Anillo exterior C3, es exterior a otras dos autopistas anulares planificadas para la ciudad, las otras dos son el Anillo central C1 y  Anillo medio C2,  y vale mencionar que existe otro anillo externo a ellas conocido como Ken-Ō Expressway C4.

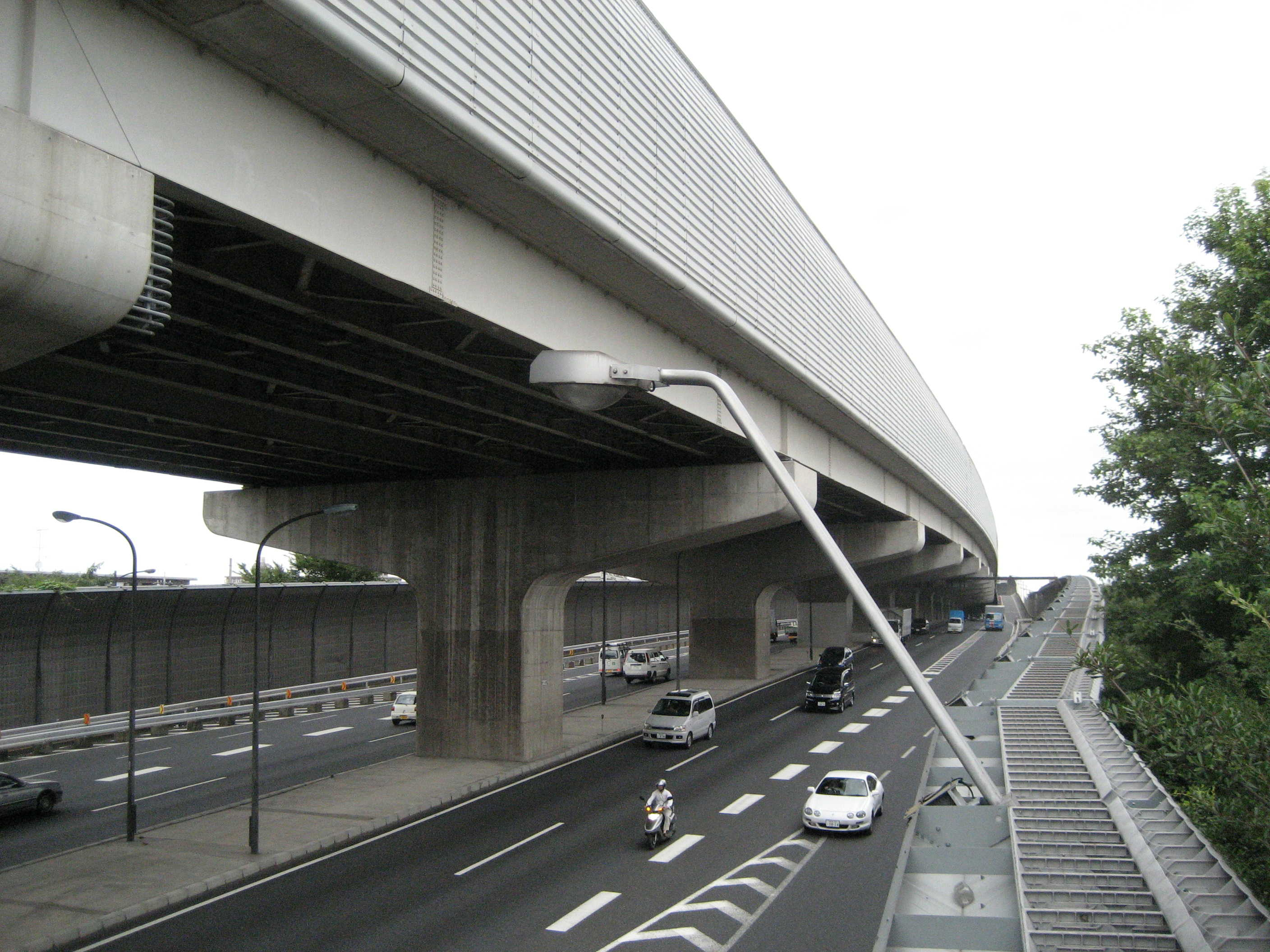
Autopista Tokyo-Gaikan en la mediana de la Ruta Nacional 298.

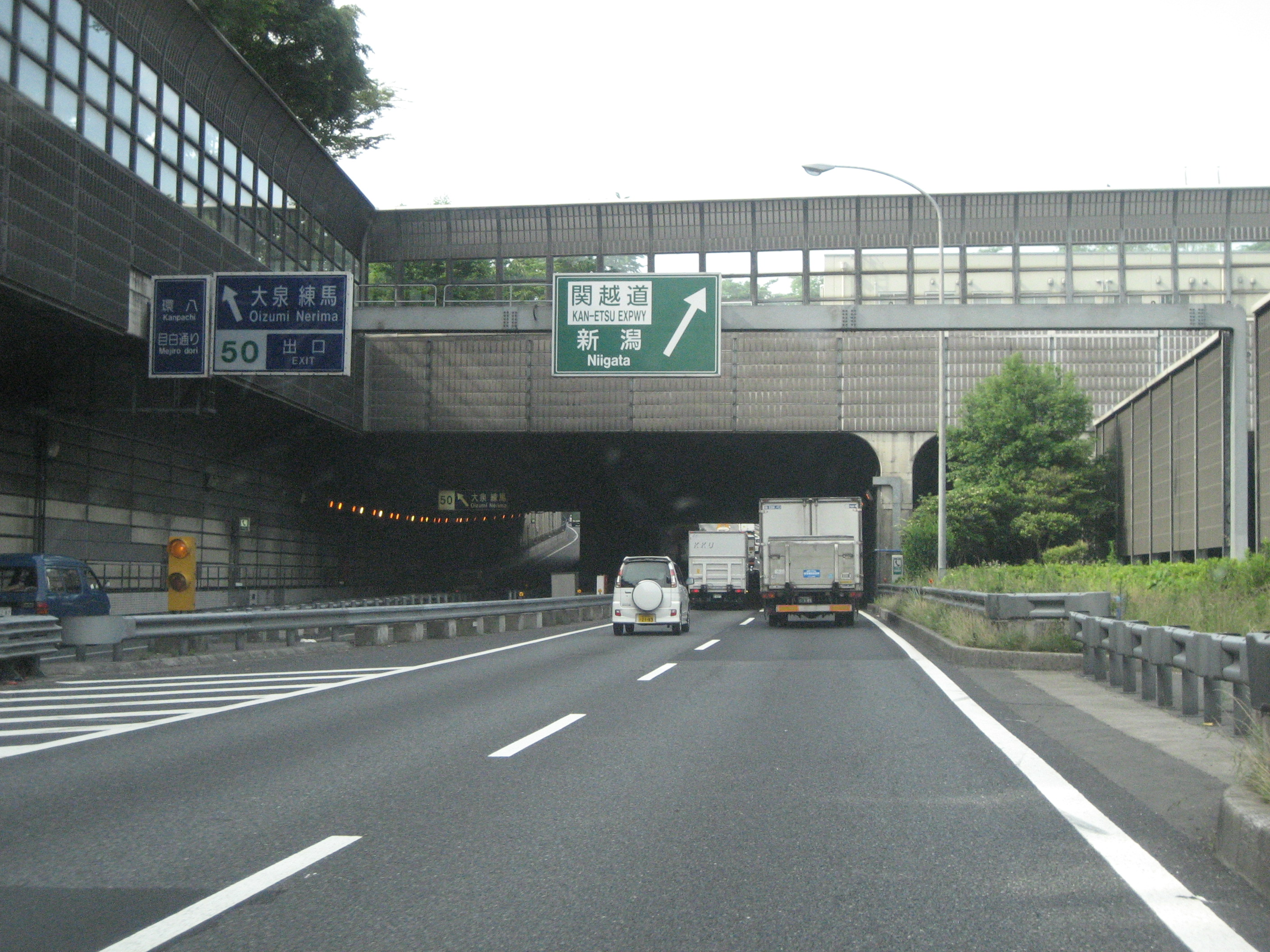
IC 50 Ōizumi.

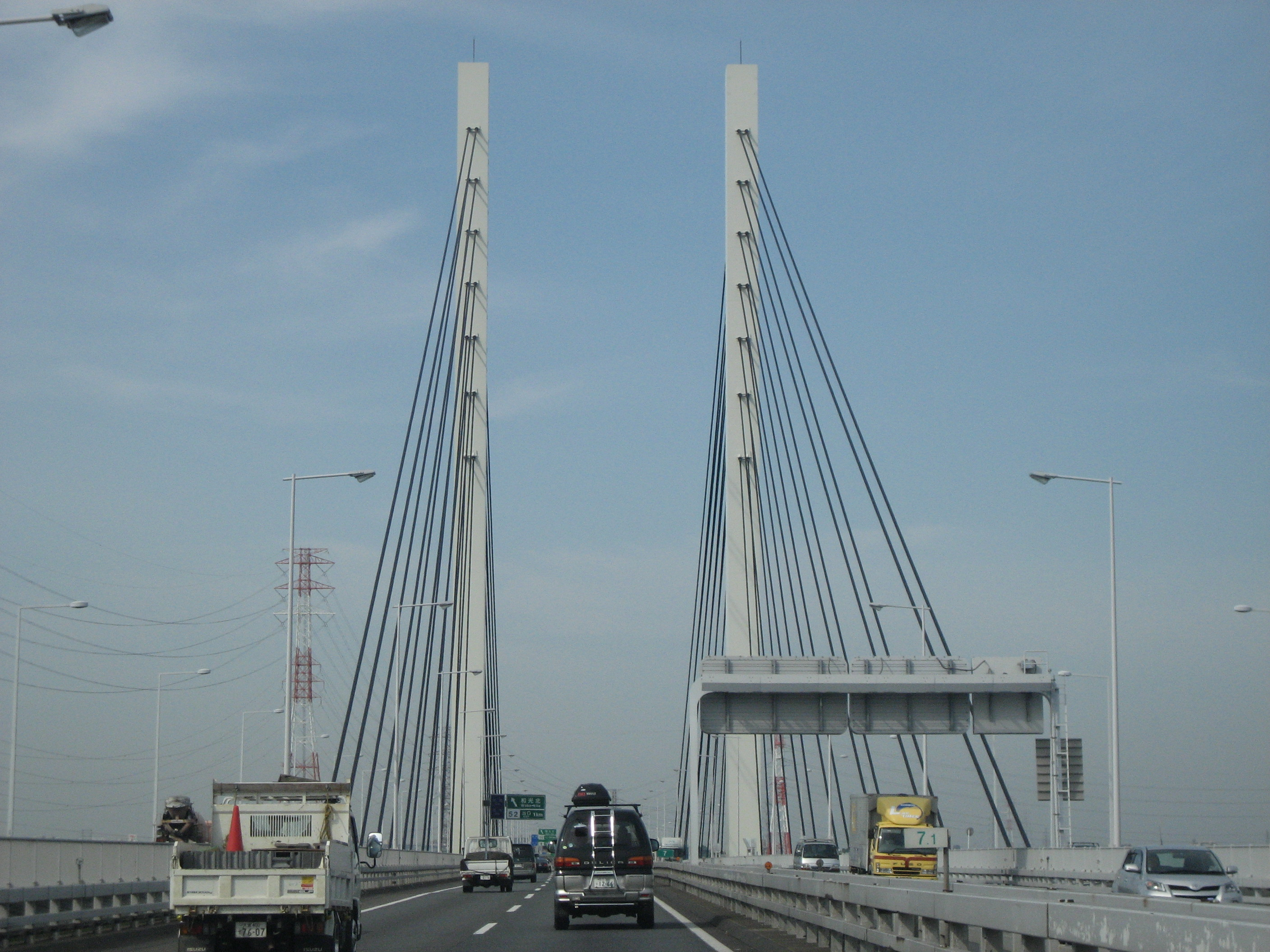
Puente Sakitama en Wakō.

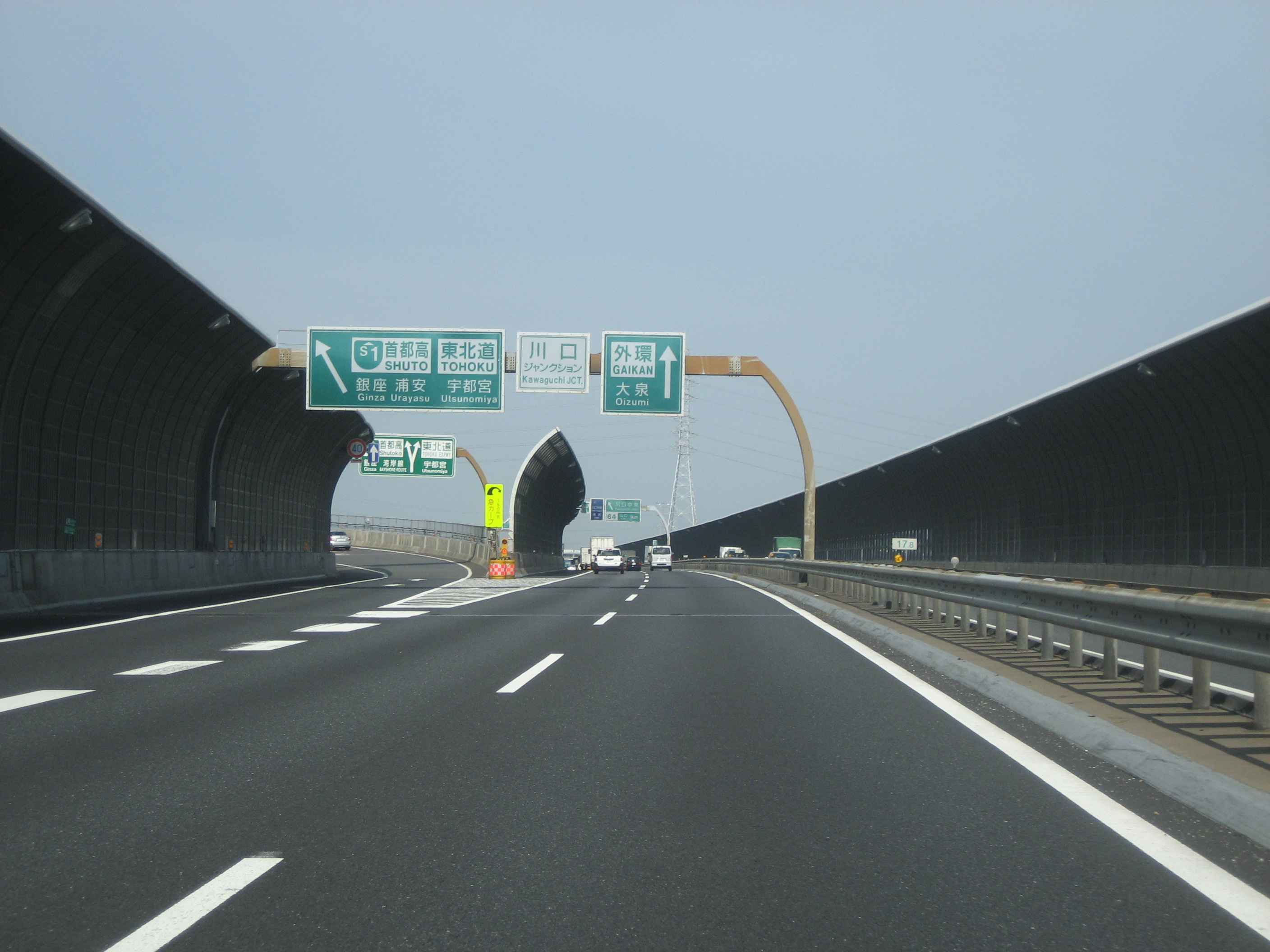
IC 70 Kawaguchi.

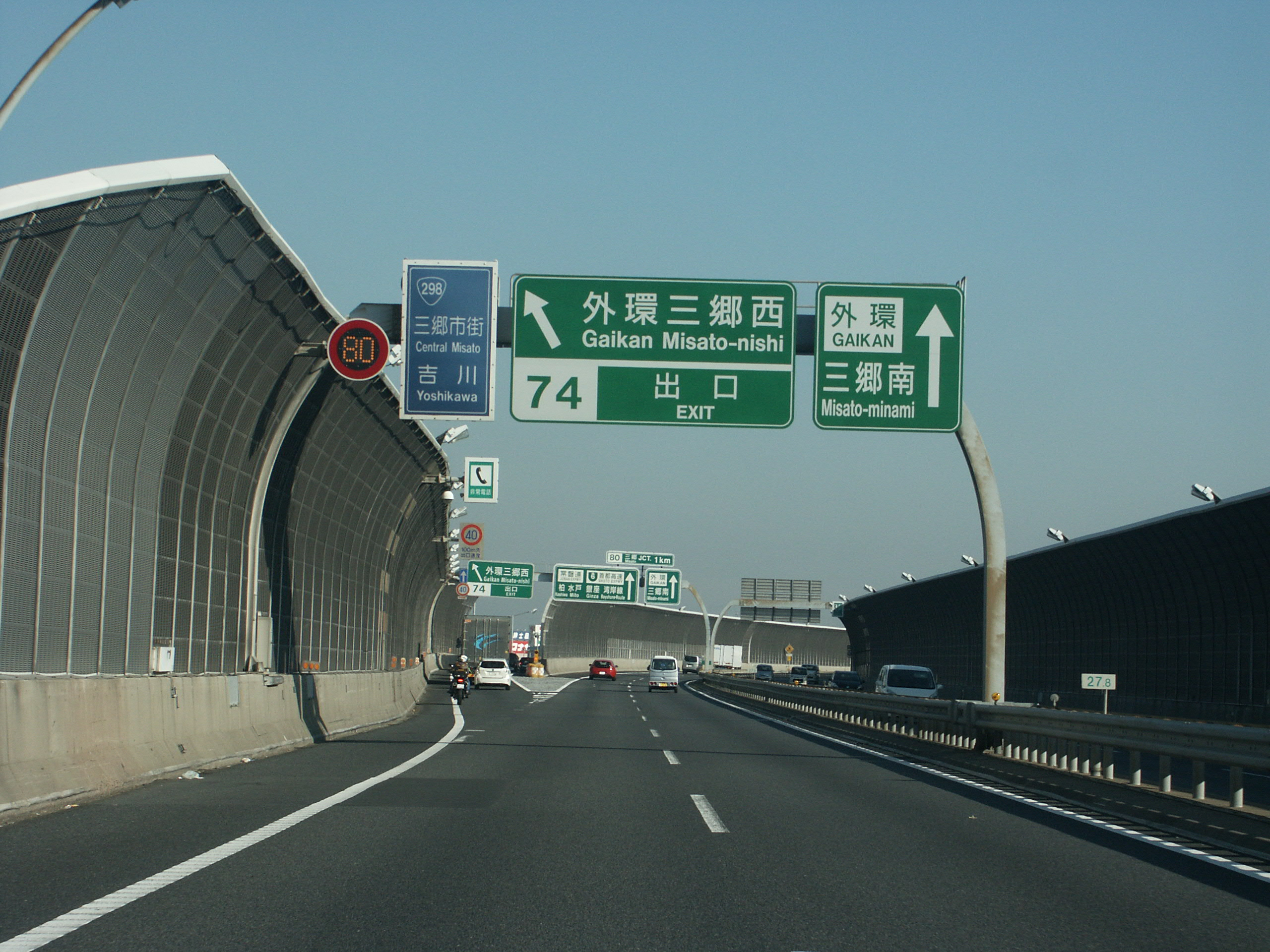
IC 74 Gaikan Misato-Nishi.

## Detalles de la autopista
Actualmente, solo una sección de la autopista en el lado norte del área de Tokio está abierta al tráfico, JCT Ōizumi a IC Misato-Minami, y tiene una longitud de 33,7 kilómetros en servicio. La mayor parte de esta sección es una carretera elevada construida en la mediana de la Ruta Nacional 298 con rompevientos curvos en ambos lados. La mayor parte del camino tiene dos carriles en cada dirección.
La sección oriente se encuentra actualmente en construcción, mientras que la sección occidente restante aún se encuentra en las etapas de planificación, esta última sección pasará a través de suburbios densamente poblados del oeste de Tokio; se espera que esta sección consista principalmente en túneles construidos bajo tierra.

## Intercambiadores y características
- IC - Intercambiador, SIC - Intercambiador smart ,[1] JCT - Cruce intercambiador, SA - Área de servicio, PA - Área de parqueo, BS - Parada de bus, TN - Túnel, BR - Puente, TB - Peaje.[2][3]

| <30> <(2)> JCT   | -    | Tōmei                       | Tōmei Expressway                             | Planeada      | Setagaya  | Tokio   |  |  |  |  |
| <40> <(2)> JCT   | -    | Chūō                        | Chūō Expressway                              | Planeada      | Mitaka    | Tokio   |  |  |  |  |
| <41> IC          | -    | Tōhachi-dōro                | Ruta Prefectural Tokio 14                    | Planeada      | Mitaka    | Tokio   |  |  |  |  |
| <42> IC          | -    | Ōme Kaidō                   | Ōme Kaidō                                    | Planeada      | Nerima    | Tokio   |  |  |  |  |
| <43> IC          | -    | Mejiro-dōri                 | Ruta Prefectural Tokio Saitama 24            | Planeada      | Nerima    | Tokio   |  |  |  |  |
| 50 IC            | 0.0  | Ōizumi                      | Ruta Prefectural Tokio Saitama 24            |               | Nerima    | Tokio   |  |  |  |  |
| 50(2) JCT        | 0.0  | Ōizumi                      | Kan-Etsu Expressway                          |               | Nerima    | Tokio   |  |  |  |  |
| 51 IC            | 3.4  | Wakō                        | Ruta Prefectural Saitama 88                  |               | Wakō      | Saitama |  |  |  |  |
| PA               | 5.3  | Niikura                     |                                              |               | Wakō      | Saitama |  |  |  |  |
| 52 IC            | 5.3  | Wakō-Kita                   | Ruta Nacional 298                            |               | Wakō      | Saitama |  |  |  |  |
| BR               | ↓    | Puente Sakitama             |                                              | Largo 1.485 m | Toda      | Saitama |  |  |  |  |
| 53 IC            | 7.6  | Toda-Nishi                  | Ruta Nacional 298                            |               | Toda      | Saitama |  |  |  |  |
| 60 JCT           | 8.5  | Bijogi                      | Ruta Ikebukuro Ruta Ōmiya                    |               | Toda      | Saitama |  |  |  |  |
| 61 IC            | 9.9  | Toda-Higashi                | Ruta Nacional 298                            |               | Toda      | Saitama |  |  |  |  |
| 62 IC            | 12.3 | Gaikan Urawa                | Ruta Nacional 298                            |               | Kawaguchi | Saitama |  |  |  |  |
| 63 IC            | 14.0 | Kawaguchi-Nishi             | Ruta Nacional 298                            |               | Kawaguchi | Saitama |  |  |  |  |
| 64 IC            | 16.8 | Kawaguchi-Chūō              | Ruta Nacional 298                            |               | Kawaguchi | Saitama |  |  |  |  |
| 70(1) JCT        | 17.6 | Kawaguchi                   | Tōhoku Expressway Ruta Kawaguchi             |               | Kawaguchi | Saitama |  |  |  |  |
| 71 IC            | 19.0 | Kawaguchi-Higashi           | Ruta Nacional 298                            |               | Kawaguchi | Saitama |  |  |  |  |
| 72 IC            | 22.4 | Sōka                        | Ruta Nacional 298 Ruta Nacional 4            |               | Sōka      | Saitama |  |  |  |  |
| <73> JCT         | 26.0 | Yashio                      | Ruta Nacional 4 Bypass                       | Planeada      | Yashio    | Saitama |  |  |  |  |
| <PA>             | 26.0 | Gaikan Yashio               | Ruta Nacional 4 Bypass                       | Planeada      | Yashio    | Saitama |  |  |  |  |
| 74 IC            | 28.4 | Gaikan Misato-Nishi         | Ruta Nacional 298                            |               | Misato    | Saitama |  |  |  |  |
| 80(1) JCT        | 26.9 | Misato                      | Jōban Expressway Ruta Misato                 |               | Misato    | Saitama |  |  |  |  |
| TB               | 30.0 | Peaje Gaikan Misato-Higashi |                                              |               | Misato    | Saitama |  |  |  |  |
| 81 IC            | 30.0 | Misato Chūō                 | Ruta Nacional 298                            | Planeada      | Misato    | Saitama |  |  |  |  |
| 82 IC            | 33.7 | Misato-Minami               | Ruta Nacional 298                            |               | Misato    | Saitama |  |  |  |  |
| <83> IC          | -    | Matsudo IC                  | Ruta Nacional 298                            | Planeada      | Matsudo   | Chiba   |  |  |  |  |
| <84> JCT         | -    | Kita-Chiba                  | Ruta Nacional 464                            | Planeada      | Ichikawa  | Chiba   |  |  |  |  |
| <85> IC          | -    | Ichikawa-Kita               | Ruta Nacional 298 Ruta Prefectural Chiba 264 | Planeada      | Ichikawa  | Chiba   |  |  |  |  |
| <86> IC          | -    | Ichikawa-Minami             | Ruta Nacional 298                            | Planeada      | Ichikawa  | Chiba   |  |  |  |  |
| <90> (<1-1>) JCT | -    | Keiyō                       | Ruta Nacional 14 (Keiyō Road)                | Planeada      | Ichikawa  | Chiba   |  |  |  |  |
| <91> IC          | -    | Kōya                        | Ruta Nacional 298                            | Planeada      | Ichikawa  | Chiba   |  |  |  |  |
| <100> (<1>) JCT  | -    | Kōya                        | Higashi-Kantō Expressway Ruta Bayshore       | Planeada      | Ichikawa  | Chiba   |  |  |  |  |
|                  |      |                             |                                              |               |           |         |  |  |  |  |